# Concilio di Hieria

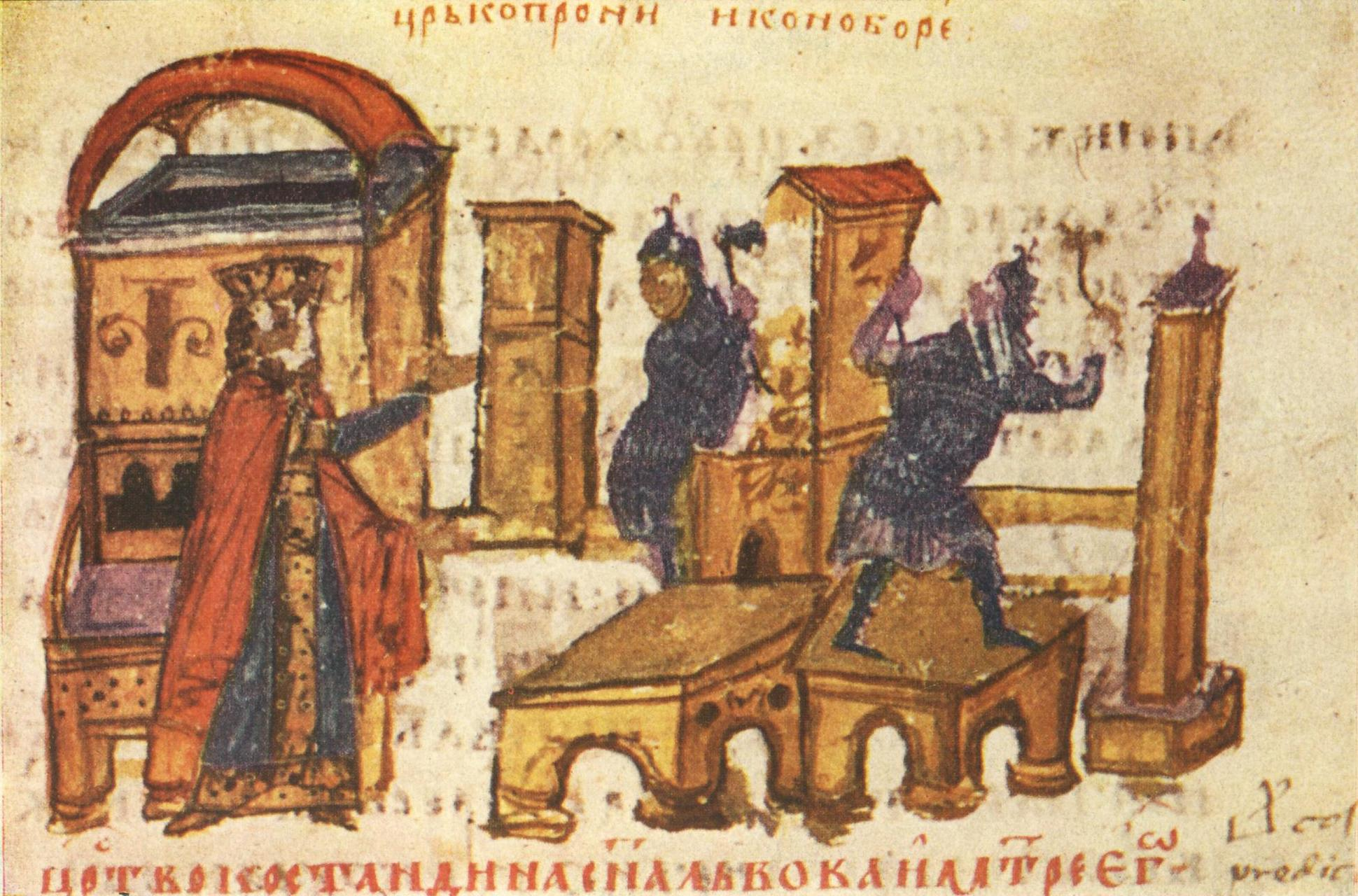
Costantino V mentre dirige la distruzione di icone.

Il Concilio di Hierìa, svoltosi nella cittadina di Hierìa: situata sulla sponda asiatica del Bosforo, situata tra Crisopoli e Calcedonia, fu convocato nel 754 dall'imperatore bizantino Costantino V (741-775), in appoggio alla politica iconoclasta iniziata dal predecessore Leone III.
I lavori del Concilio si svolsero dal 10 febbraio all'8 agosto, con la partecipazione di 338 vescovi orientali. Nessun patriarca era presente. Anastasio di Costantinopoli era morto poco prima  e solo nell'ultima sessione del concilio, tenutasi nella chiesa di Santa Maria delle Blacherne a Costantinopoli, l'imperatore nominò come successore del primo Costantino II. Presiedeva l'assemblea Teodosio, vescovo di Efeso, convinto iconoclasta.
Gli atti del concilio non sono stati conservati, ma il decreto finale si trova citato negli atti del Secondo Concilio di Nicea. In esso i vescovi di Hieria affermano che un'icona che rappresenta Cristo può essere considerata una raffigurazione o della natura divina ed umana fuse insieme (monofisismo) o unicamente della natura umana (nestorianesimo). La venerazione delle icone viene in tal modo condannata non solo come idolatria, ma come vera e propria eresia.
Il Concilio si autoproclamò settimo concilio ecumenico, ma la denominazione fu respinta dal successivo concilio di Nicea II (787) congiuntamente dalla Chiesa cattolica e da quella Ortodossa. Il Concilio di Nicea si contrappose mettendo in chiaro l'atteggiamento della Chiesa riguardo alle icone. Fu respinta l'iconoclastia, attraverso una distinzione tra venerazione delle immagini e adorazione, quest'ultima assolutamente rifiutata perché solo Dio può essere adorato. Mise inoltre in chiaro la distinzione tra immagine concreta e rappresentazione, di fatto aprendo la strada alla raffigurazione artistica cristiana nei secoli a venire.